# Epiplema nictitans
Epiplema nictitans är en fjärilsart som beskrevs av W. Warren 1897. Epiplema nictitans ingår i släktet Epiplema och familjen Uraniidae. Inga underarter finns listade i Catalogue of Life.